# سریال، آلبرتا
سریال، آلبرتا (به انگلیسی: Cereal, Alberta) یک منطقهٔ مسکونی در کانادا است که در آلبرتا واقع شده‌است. سریال ۱۱۱ نفر جمعیت دارد و ۷۶۵ متر بالاتر از سطح دریا واقع شده‌است.